# Pachnephorus gardinii
Pachnephorus gardinii – gatunek chrząszcza z rodziny stonkowatych i podrodziny Eumolpinae.

## Taksonomia
Gatunek ten opisany został po raz pierwszy w 2007 roku przez Stefana Zoię. Jako lokalizację typową wskazano Anderaccię w prowincji Kaffa na południowym zachodzie Etiopii.

## Morfologia
Chrząszcz o ciele długości od 2,4 do 3,1 mm. Ubarwienie ma błyszczące, niemetaliczne, ciemnobrązowe do czarniawego z rudobrązowymi odnóżami, głaszczkami i nasadowymi częściami czułków. Głowa ma na regularnie wypukłym czole umiarkowanie mocny wcisk między oczami. Powierzchnia czoła jest punktowana, delikatnie mikrosiateczkowana, porośnięta białymi, a w dwóch kropkach jasnobrązowymi łuskami o długości od 3 do 4 razy większej niż szerokość i wcięciu sięgającym co najmniej połowy długości. Nadustek ma nieliczne punkty, a po bokach opatrzony jest kilkoma szczecinkami. Tak szerokie jak długie przedplecze ma umiarkowanie grubo i głęboko punktowaną powierzchnię oraz nabrzmiałe w odsiebnych ⅓ i lekko zafalowane u podstawy boki. Na bokach przedplecza występują białe i jasnobrązowe, od 2 do 3 razy dłuższe niż szerokie łuski, rozdwojone do ⅓–½ swej długości. Na dysku przedplecza łuski są od 3 do 4 razy dłuższe niż szerokie i silniej rozszczepione. Pokrywy są półtora raza dłuższe niż szerokie, w nasadowej ⅓ silnie wciśnięte, o bokach w początkowych ⅔ słabo zakrzywionych, a dalej równomiernie zakrzywionych ku wierzchołkom. Rzędy są grubo punktowane, po bokach pokryw opatrzone białymi szczecinkami. Międzyrzędy są wypukłe, węższe niż punkty rzędów, zaopatrzone w czterokrotnie dłuższe niż szerokie łuski brązowe i ułożone w paski, od 2 do 3 razy dłuższe niż szerokie łuski białe. Podgięcia pokryw są szerokie i nagie. Epimery przedtułowia są silnie punktowane, mikrosiateczkowane, w odsiebnych narożach mające kilka białawych szczecinek. Epimery śródtułowia są całkiem nagie. Epimery zatułowia są wąskie, zaopatrzone w pojedynczy szereg punktów, z których każdy ma jedną białawą szczecinkę. Zapiersie porastają po bokach białe, rozdwojone szczecinki, a pośrodku białe włoski. Na odnóżach występują białawe, rozdwojone łuski.

## Występowanie
Gatunek afrotropikalny, znany z Senegalu, Gambii, Gwinei Bissau, Mali, Wybrzeża Kości Słoniowej, Nigerii, Czadu, Kamerunu, Sudanu, Etiopii, Kenii, Konga, Demokratycznej Republiki Konga, Rwandy i Tanzanii.